# Lestes apollinaris
Lestes apollinaris – gatunek ważki z rodziny pałątkowatych (Lestidae). Występuje na terenie Ameryki Południowej.